# Pterygotus
Pterygotus is een geslacht van uitgestorven reuzenschorpioenen. Het was een van de grootste geleedpotigen die ooit heeft bestaan en kon ruim twee meter lang worden. Het geslacht leefde in het Siluur en Devoon (ongeveer 350-450 miljoen jaar geleden).

## Kenmerken
Aan de buitenkant zag Pterygotus eruit als andere soorten zeeschorpioenen die wijdverbreid waren in het Siluur. Hij had vier ogen, twee enorme netogen en twee kleinere ogen in het midden van het hoofd. Zes paar lichaamsaanhangsels werden gebruikt voor voortbeweging en voor voedsel: vier normale paar poten in het midden, twee 'roeispanen' achter en voor grote schaar vergelijkbaar met de kreeftenschaar.
Zoals bij alle zeeschorpioenen, was het lichaam van Pterygotus in tweeën gedeeld. Op het kopborststuk bevond zich de kaakloze mond, de twee paar ogen en de twaalf benen. De buik, bestaande uit twaalf segmenten (opisthosoma genoemd), droeg de geslachtsorganen evenals de ademhalingsorganen. Het grotere paar ogen geeft aan dat Pterygotus waarschijnlijk een visueel georiënteerd roofdier was. De staart (telson) vormde een groot roer waarmee hij waarschijnlijk kon versnellen. Een schaar of stekel had zich ook gevormd bij verwante soorten.

## Leefwijze
Pterygotus leefde in de zeeën van het Boven-Siluur, die gevuld waren met leven. Hij gaf de voorkeur aan ondiep water. Overblijfselen werden gevonden in Europa en Noord-Amerika, die toen nog verbonden waren. De zuidelijke continenten vormden het supercontinent Gondwana. Pterygotus leefde meestal op en in de zandige zeebodem, maar zijn primitieve longen lieten hem toe om korte tijd aan land te gaan, hoewel hij zo lang was. In tegenstelling tot de kleinere zeeschorpioenen (zoals Megalograptus) kon hij de zee echter niet verlaten om zich voort te planten of te broeden. Pterygotus kon ook in zoet water leven. Hij heeft waarschijnlijk meren en rivieren ontweken om vis te vangen. Pterygotus was een ervaren zwemmer en kon zich snel en behendig door het water bewegen. Hij zwom waarschijnlijk door zijn lange, platte staart omlaag en omhoog te bewegen. Het brede, platte deel aan het uiteinde van zijn staart dreef hem door het water, als de staart van een walvis. Hij stuurde en stabiliseerde zichzelf met zijn ledematen.
Zeeschorpioenen regeerden over de zee in het Siluur, vissen waren nog geen grote concurrent, maar voedsel. Haaien waren nog niet ontwikkeld. Pterygotus stond bovenaan de voedselketen. Hij jaagde waarschijnlijk vanuit een hinderlaag, door zich in het zand in te graven of zich in planten te verstoppen. Net als sommige andere carnivoren, at hij ook aas.
De reuzenschorpioenen uit de orde Eurypterida waren in het Siluur en Devoon de grootste vijanden van de opkomende groep vissen, waarvan vele dankzij hun gepantserde lichaam en grote stekelige kopschild wellicht de dans ontsprongen.

## Classificatie
Pterygotus was verwant met de grotere Jaekelopterus en het weinig bekende zoetwatergeslacht Slimonia. Deze uitgestorven wezens zijn ook opgenomen in de groep zeeschorpioenen in de Merostomata. Van deze laatste groep zijn alleen de hoefijzerkrabben aanwezig.
Tot nu toe zijn veertig verschillende soorten gevonden uit de nauwere relatie van Pterygotus, de Pterygotidae. Deze soorten kwamen overal ter wereld voor, met uitzondering van Antarctica. Er komen nogal wat fossielen uit, maar complete skeletten zijn relatief zeldzaam. Pterygotidae leefde van het Ordovicium tot het Devoon. Kenmerken was het smal tot lang huidpantser met halvemaanvormige schubben. De opperhuid was dun met de overblijfselen van zeer grote lichaamssegmenten (tergites en sternites), bewaard als een flinterdunne verdichting. Een vergelijkbare lichtgewicht constructie is recent gepostuleerd voor de Arthropleura. Het telson was breed en erg plat. Pterygotidae had een grote schaar met scherpe, goed ontwikkelde tanden op de voorkant van hun hoofd. De ledematen waren slank, zonder doornen. Pterygotus verschilt van de andere Pterygotidae door de gebogen buitenrand van de schaar (Chelae). Het prosoma is trapeziumvormig met afgeronde hoeken met een uitgesproken rugvin die eindigde in een korte doorn.
Pterygotus was een van de eerste gigantische zeeschorpioensoorten, de volgende waren kleiner en zwakker. Vermoedelijk vanwege hun relatieve traagheid en kwetsbaarheid, waardoor ze niet konden ontsnappen aan wal zoals de kleinere zeeschorpioenen, werden ze het slachtoffer van grote, visachtige placodermi zoals Dunkleosteus. Het aantal grote zeeschorpioenen verminderde in het Devoon.